# Edmund M. Clarke
Edmund Melson Clarke, Jr. (Newport News (Virginia), 27 juli 1945 - Pennsylvania, 22 december 2020) was een Amerikaans informaticus. Samen met E. Allen Emerson en Joseph Sifakis heeft hij model checking ontwikkeld, een techniek voor formele verificatie van hardware en software. Hiervoor ontvingen zij in 2007 de Turing Award. Clarke heeft ook bijdragen geleverd op het gebied van automatisch redeneren. Clarke was professor op het gebied van informatica aan de Carnegie Mellon University.

## Biografie
Clarke ontving in 1967 een Bachelor of Arts in wiskunde aan de Universiteit van Virginia. In 1968 ontving hij de titel Master of Arts, eveneens in wiskunde, aan de Duke-universiteit. In 1974 behaalde hij de titel Master of Science in informatica aan de Cornell-universiteit. Hij promoveerde aan deze universiteit in 1976, ook op informatica. Hierna gaf hij les aan de Duke-universiteit en in 1978 ging hij naar de Harvard-universiteit. In 1982 ging hij naar de Carnegie Mellon University. In 2008 werd hij hier tot professor benoemd.
In 2007 won hij samen met E. Allen Emerson en Joseph Sifakis de Turing Award:
For his role in developing Model-Checking into a highly effective verification technology, widely adopted in the hardware and software industries.— Association for Computing Machinery
1966: Alan J. Perlis ·
1967: Maurice V. Wilkes ·
1968: Richard Hamming ·
1969: Marvin Minsky ·
1970: J.H. Wilkinson ·
1971: John McCarthy ·
1972: Edsger Dijkstra ·
1973: Charles W. Bachman ·
1974: Donald E. Knuth ·
1975: Allen Newell, Herbert Simon ·
1976: Michael Rabin, Dana S. Scott ·
1977: John Backus ·
1978: Robert W. Floyd ·
1979: Kenneth E. Iverson ·
1980: Tony Hoare ·
1981: Edgar F. (Ted) Codd ·
1982: Stephen A. Cook ·
1983: Ken Thompson, Dennis M. Ritchie ·
1984: Niklaus Wirth ·
1985: Richard M. Karp ·
1986: John Hopcroft, Robert Tarjan ·
1987: John Cocke ·
1988: Ivan Sutherland ·
1989: William Kahan ·
1990: Fernando J. Corbató ·
1991: Robin Milner ·
1992: Butler Lampson ·
1993: Juris Hartmanis, Richard E. Stearns ·
1994: Edward Feigenbaum, Raj Reddy ·
1995: Manuel Blum ·
1996: Amir Pnueli ·
1997: Douglas Engelbart ·
1998: Jim Gray ·
1999: Frederick P. Brooks, Jr. ·
2000: Andrew Chi-Chih Yao ·
2001: Ole-Johan Dahl, Kristen Nygaard ·
2002: Ron Rivest, Adi Shamir, Leonard M. Adleman ·
2003: Alan Kay ·
2004: Vinton G. Cerf, Robert E. Kahn ·
2005: Peter Naur ·
2006: Frances E. Allen ·
2007: Edmund M. Clarke, E. Allen Emerson, Joseph Sifakis ·
2008: Barbara Liskov ·
2009: Charles Thacker ·
2010: Leslie Valiant ·
2011: Judea Pearl ·
2012: Shafi Goldwasser, Silvio Micali ·
2013: Leslie Lamport ·
2014: Michael Stonebraker ·
2015: Martin Hellman, Whitfield Diffie ·
2016: Tim Berners-Lee ·
2017: John L. Hennessy, David Patterson ·
2018: Yoshua Bengio, Geoffrey Hinton, Yann LeCun ·
2019: Patrick M. Hanrahan, Edwin E. Catmull ·
2020: Alfred Aho, Jeffrey Ullman ·
2021: Jack Dongarra ·
2022: Robert Metcalfe ·
2023: Avi Wigderson